# Hieracium glevense
Hieracium glevense es una especie de planta con flor del género Hieracium, de la familia Asteraceae, orden Asterales.

## Distribución
Hieracium glevense se distribuye por Inglaterra y Gales.

## Taxonomía
Fue descrita científicamente por (Pugsl.) Sell & C. West.
Tratamiento taxonómico
La especie aparece registrada y publicada en Watsonia.